# Selig Scheuermann

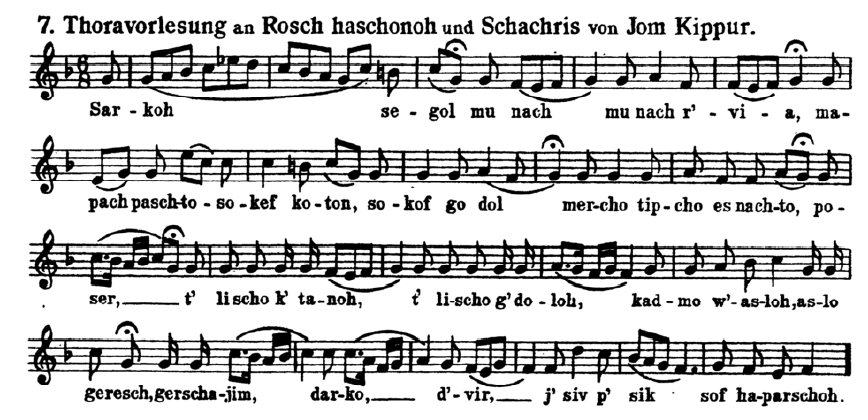
Ausschnitt aus Die gottesdienstlichen Gesänge der Israeliten

Selig Scheuermann (* 27. Oktober 1873 oder 13. März 1874 in Binau; † 21. März 1935 in Frankfurt am Main) war ein deutscher Chasan (Kantor), Sänger und Lehrer.

## Leben
Ab 1902 unterrichtete Selig Scheuermann am Karlsruher Lehrerseminar zukünftige Chasanim, von 1903 bis 1906 war er auch Instruktor bei Kantorenfortbildungskursen. Selig Scheuermann wurde 1910 der erste Kantor an der neuen Westend-Synagoge in Frankfurt und sang bei ihrer Einweihung. 1926 wurde er dort Oberkantor.
Scheuermann veröffentlichte eine Zusammenstellung synagogaler Musik. Sie trug den Titel Die gottesdienstlichen Gesänge der Israeliten für das ganze Jahr und erschien 1912 und 1926 bei J. Kauffmann in Frankfurt. Es handelt sich dabei um ein Lehrbuch für angehende Kantoren. Scheuermann war nach seinen eigenen Worten darum bemüht, „das altehrwürdige Chasonus in einer Weise zu übermitteln, die [...] allen Anforderungen unserer modernen Zeit in musikalischer und ästhetischer Beziehung entspricht.“ Denn nur durch die Kenntnis dieser Quelle sei ein Verständnis neuerer Kompositionen möglich. Die Gesänge sind für eine Singstimme notiert, der hebräische Text ist in lateinischer Schrift wiedergegeben.
Selig Scheuermann heiratete um 1899 Pauline Hobach; aus der Ehe gingen zwei Töchter und ein Sohn hervor. Sohn Siegfried wurde am 20. Dezember 1910 in Frankfurt geboren. Der Sohn war von 1936 bis 1938 Rabbiner in Freiburg im Breisgau und ab 1937 auch in Bühl (Offenburg). 1938 wurde er im KZ Dachau inhaftiert. Später konnte er in die USA emigrieren und starb bald darauf in North Carolina.

## Veröffentlichungen
- Die gottesdienstlichen Gesänge der Israeliten für das ganze Jahr. Frankfurt 1912.
- Die Stellung des Kantors im neuzeitlichen Gottesdienst, in: Frankfurter israelitisches Gemeindeblatt, 9. Jahrgang, Nr. 4, Januar 1930, S. 100 f.